# Мальтаке
Мальтаке (бл. 45 р. до н. е., Самарія — 4 р. до н. е., Рим) — п'ята дружина царя Юдеї Ірода I Великого. Мати згаданих у Новому Заповіті синів етнарха Ірода Архелая та тетрарха Ірода Антипа та дочку Олімпію.

## Походження
Мальтаке походила з Самарії. У 27 р. до н. е взяла шлюб з Іродом Великим. Цим шлюбом Ірод хотів наблизити Самарію як особливий регіон до своєї особи. У той час юдеї не брали шлюбів із самарянами через вороже ставлення до них. За цим його рішенням Мальтаке повинна походити із сім'ї із значним впливом. Ірод Архелай народився 23 р. до н. е., Ірод Антипа — 21 р. до н. е., а дочка Олімпія 19 р. до н. е. За повідомленнями Йосипа Флавія про численні інтриги при дворі Ірода Великого виглядає, що Мальтаке із синами успішно пережила ці інтриги та потрясіння аж до часу страти всіх попередніх спадкоємців трону в Єрусалимі.

## Смерть у Римі
Сорокарічна Мальтаке супроводжувала своїх синів Ірода Архелая та Ірода Антипу в поїздці до імператора Октавіана Августа в Рим для підтвердження заповіту Ірода Великого. Вона померла 4 р. до н. е. у Римі через хворобу, ще до того як її сини Ірод Архелай та Ірод Антипа були призначені відповідно етнархом Юдеї, Самарії і Ідумеї та тетрархом Галілеї.